# Resolución 1998 del Consejo de Seguridad de las Naciones Unidas
La resolución 1998 del Consejo de Seguridad de las Naciones Unidas, aprobada por unanimidad el 12 de julio de 2011, declaró que los colegios y hospitales estaban fuera de los límites de los grupos armados y de actividades militares, exhortando a todas las partes presentes en los conflictos armados de que respetaran el derecho internacional en lo relativo a los derechos del niño e instando al Secretario General a que redactase con carácter anual un listado de las graves violaciones de los derechos de los menores que se produjeran en el mundo. El Consejo de Seguridad se reafirmó además en las resoluciones anteriores número 1261 (1999), 1314 (2000), 1379 (2001), 1460 (2003), 1539 (2004), 1612 (2005) y 1882 (2009); referentes todas a la protección de los niños en los conflictos armados.